# Герцог Херефорд
Герцог Херефорд (англ. Duke of Hereford) — английский пэрский титул, существовавший в конце XIV века. Существовали также титулы графа Херефорда и виконта Херефорда.

## История титула
Титул был создан 29 сентября 1397 года королём Англии Ричардом II для своего двоюродного брата Генри Болингброка, графа Нортгемптона и Херефорда. Король, который расправился со своими противниками — лордами-апеллянтами в сентябре 1397 года, после чего решил вознаградить своих соратников, включая и Болингброка, даровав им владения и титулы.
30 января 1398 года Генрих Болингброк обвинил Томаса Моубрея, герцога Норфолка, в том, что тот замышляет против короны, опасаясь расправы за участие в мятеже лордов-апеллянтов. Неизвестно, насколько были обоснованы обвинения, но король назначил специальную комиссию из 18 человек для расследования заговора.
29 апреля комиссия собралась в Виндзорском замке, где перед ней предстали герцоги Норфолк и Херефорд. Норфолк отказался признать, что он замышлял против короля — по его словам это было, но давно, и он получил на это королевское прощение. Но Болингброк настаивал на своём, обвинив Норфолка в том, что тот давал королю дурные советы и повинен во многих бедах королевства, в том числе и в убийстве герцога Глостера, и предложил подтвердить свою правоту судебным поединком.
Поединок был назначен на 17 сентября в Ковентри. На него съехались пэры, рыцари и дамы из разных уголков Англии. Отсутствовал только Джон Гонт, отец Болингброка, который после заседания парламента в Шрусбери удалился на покой — по сообщению Фруассара — из-за болезни, которая в итоге привела к его смерти. Публика встретила обоих герцогов приветственными криками, причём Болингброка приветствовала более громко. Но тут неожиданно вмешался Ричард. Он не любил своего двоюродного брата и опасался, что вероятная победа герцога Херефорда сделает его самым популярным человеком в стране. Бросив свой жезл, он остановил поединок. Было объявлено, что ни один из герцогов не получит Божественного благословения, и оба изгонялись из Англии: Болингброк на 10 лет, а Моубрей — пожизненно.
3 февраля 1399 года умер Джон Гонт, всегда остававшийся соратником короля. Его верность не поколебало даже изгнание сына. Смерть Гонта оказалась фатальной для короля, поскольку только старый герцог помогал поддерживать престиж короны. Наследником Джона Гонта по закону был изгнанный Генрих Болингброк. Но король отказался признать завещание герцога: его огромные владения он раздал своим фаворитам — герцогам Эксетеру, Албермайлю и Суррею. Кроме того, он заменил десятилетнее изгнание Болингброка на пожизненное. Если до этого момента ещё сохранялась надежда на мирное решение конфликта, то Ричард своим необдуманным поступком продемонстрировал, что в Англии больше не действует закон о наследовании.
Летом 1399 года Болингброк, воспользовавшись отсутствием короля в Англии, вторгся в страну, требуя возвращения своего наследства. Его поддержали многие лорды королевства. В результате Ричард II был свергнут, а Болингброк 13 октября он был коронован под именем Генриха IV.
Титул герцога Херефорда после коронации Генриха IV был присоединён к короне.

## Герцоги Херефорд (1397)
- 1397—1399: Генри Болингброк (3 апреля 1366 — 20 марта 1413), 3-й граф Дерби в 1377-1399, 3-й граф Нортгемптон и 8-й Херефорд в 1384-1399, 1-й герцог Херефорд в 1397—1399, 2-й герцог Ланкастер, 6-й граф Ланкастер и 6-й граф Лестер в 1399, король Англии с 1399